# Gertrude Falkenstein

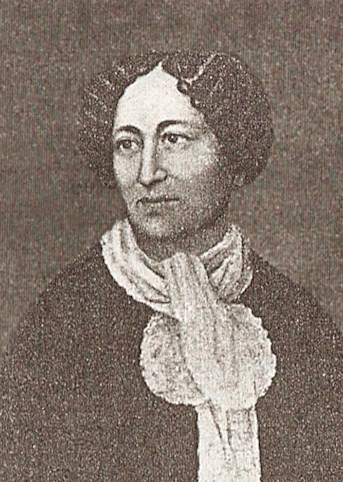
Gertrude Falkenstein, vorstin van Hanau

Gertrude Falkenstein (Bonn, 18 mei 1803 - Praag, 9 juli 1882) was de morganatische echtgenote van keurvorst Frederik Willem I van Hessen-Kassel.
Gertrude was de dochter van de rooms-katholieke apotheker Gottfried Falkenstein en Marie Magdalene Schulz. Ze trouwde in 1822 met de Pruisische luitenant Karl Michael Lehmann. Met hem kreeg ze twee zonen. Zij maakte - tijdens diens studie in Bonn - kennis met Frederik Willem. Hij werd verliefd op haar en zette vervolgens haar echtgenoot onder druk zich van haar te laten scheiden. Lehmann heeft mogelijk ook geld gekregen voor zijn toestemming van Gertrude te scheiden en trouwde vervolgens nog drie keer.
Omdat Gertrude katholiek was, gold zij evenwel voor haar Kerk niet als gescheiden. In 1831 bekeerde zij zich tot het calvinisme, en in de zomer van dat jaar trouwde ze met Frederik Willem. Deze verhief haar in 1831 tot gravin van Schaumburg en in 1853 tot vorstin van Hanau. Haar zonen uit haar eerste huwelijk werden eveneens in de adelstand verheven, aanvankelijk onder de naam von Hertingshausen, en later onder de naam von Scholley, waarbij zij de titel van freiherr mochten voeren.
De keurvorst en zijn vrouw kregen de volgende kinderen:
- Augusta Marie Gertrude (1829-1887), gehuwd met Ferdinand Max zu Isenburg und Büdingen
- Alexandrine (1830-1871), gehuwd met Felix Eugen Wilhelm Ludwig Albrecht Karl zu Hohenlohe-Öhringen
- Frederik Willem (1832-1889), gehuwd met Auguste Birnbaum (1856), daarna met Ludowika Gloede (1875)
- Maurits (1834-1889), gehuwd met Anne von Lossberg
- Willem (1836-1902), gehuwd met Elisabeth, dochter van George Willem van Schaumburg-Lippe
- Marie (1839-1917), gehuwd met Willem van Hessen-Philippsthal-Barchfeld
- Karel (1840-1905), gehuwd met Hermine Grote
- Hendrik (1842-1917), gehuwd met Martha Riegel
- Filips (1844-1914), gehuwd met Albertine Hubatschek-Stauber